# Incomsartorita
La incomsartorita és un mineral de la classe dels sulfurs que pertany al grup de la sartorita.

## Característiques
La incomsartorita és un sulfur de fórmula química Tl₆Pb144As246S516. Va ser aprovada com a espècie vàlida per l'Associació Mineralògica Internacional l'any 2016. Cristal·litza en el sistema monoclínic.
L'exemplar que va servir per a determinar l'espècie, el que es coneix com a material tipus, es troba conservat a les col·leccions del Museu d'Història Natural de Viena (Àustria), amb el número de catàleg N 9861.

## Formació i jaciments
La incomsartorita va ser descoberta a la pedrera Lengenbach, a la comuna de Binn (Valais, Suïssa). Es tracta de l'únic indret en tot el planeta on ha estat descrita aquesta espècie mineral.